# داحسية ألبانية
داحسية ألبانية (الاسم العلمي:Paronychia albanica) هي نوع من النباتات تتبع جنس الداحسية من الفصيلة القرنفلية.